# Bombardamento di San Marino
Il bombardamento di San Marino è stato un episodio nell'ambito della seconda guerra mondiale.

## Storia
Il bombardamento venne condotto da aerei della Desert Air Force britannica, il 26 giugno del 1944, per effetto di quella che, successivamente, Winston Churchill definì un'operazione condotta a seguito di informazioni sbagliate. Furono sganciate 263 bombe principalmente sulla linea ferroviaria che la collegava a Rimini facendo 63 morti (37 sammarinesi, gli altri italiani). Motivo di tale obiettivo era la credenza che l'infrastruttura fosse utilizzata dai tedeschi per la movimentazione di personale bellico e, soprattutto, armi. Oltre a questa versione, ricorrentemente adottata, si suppone che gli alleati abbiano bombardato il territorio per uccidere il Feldmaresciallo Albert Kesselring, ritenuto in visita nella Repubblica proprio in quei giorni.
Successivamente, gli Alleati invasero il territorio il 20 settembre 1944 per inseguire i tedeschi in fuga verso nord, nonostante la nazione fosse dichiaratamente neutrale.
Visto che le accuse di collaborazionismo non furono mai dimostrate, la Repubblica di San Marino fu risarcita con 80.000 sterline  il 7 luglio 1961. Fu inoltre riconosciuto, con una presa di posizione esplicita da parte della Camera dei Comuni, il rigore adottato da San Marino nel conflitto a perseguire la propria consueta neutralità.

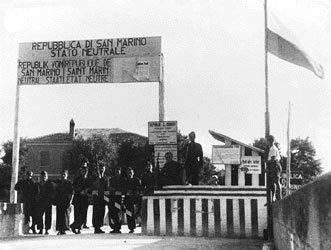
San Marino Stato neutrale
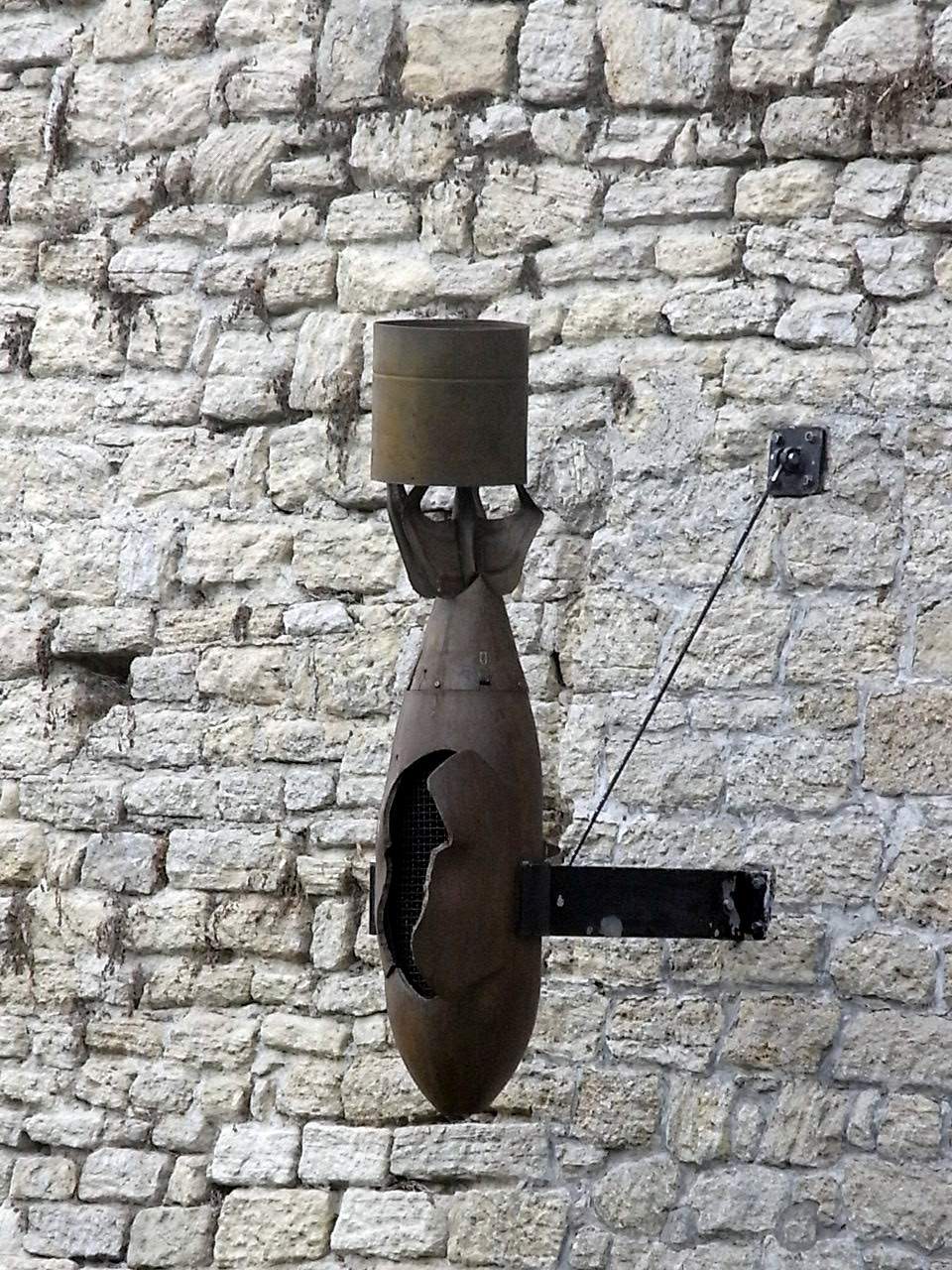
Monumento commemorativo a San Marino città